# Cantone di Moisdon-la-Rivière
Il Cantone di Moisdon-la-Rivière era una divisione amministrativa dell'arrondissement di Châteaubriant.
È stato soppresso a seguito della riforma complessiva dei cantoni del 2014, che è entrata in vigore con le elezioni dipartimentali del 2015.
Comprendeva i comuni di:
- Grand-Auverné
- Issé
- Louisfert
- La Meilleraye-de-Bretagne
- Moisdon-la-Rivière